# Roberto Celedón Fernández
Roberto Antonio Celedón Fernández (Santiago, 31 de enero de 1947) es un abogado, defensor de los derechos humanos, y político chileno. Desde el 8 de enero de 2025 ejerce como diputado de la República de Chile por el distrito N.° 17, perteneciente a la Región del Maule. En el año 2021, fue electo en el mismo distrito como convencional constituyente.

## Biografía
Roberto Celedón Fernández realizó sus estudios en la Pontificia Universidad Católica de Chile, donde se tituló de abogado y obtuvo un magíster en Planificación Urbana y regional. Posteriormente, realizó estudios en la Universidad de Talca donde obtuvo un magíster en Derecho Constitucional.
Entre octubre y noviembre de 1973 estuvo detenido en el regimiento Buin junto a su esposa, la también abogada Mercedes Bulnes, donde fueron víctimas de tortura y acusados de tener vínculos con el Movimiento de Izquierda Revolucionaria (MIR). Su caso fue incluido en el informe Valech y en 2014 presentaron una querella en contra de Víctor Echeverría Henríquez, quien en 2017 fue condenado como autor del delito de aplicación de tormentos. El 9 de agosto de 2021 la Corte Suprema invalidó la sentencia dictada por un Consejo de Guerra en 1975 que había condenado a Celedón y otros acusados por el delito de sedición. El tribunal estableció que las condenas se basaron en declaraciones y confesiones obtenidas bajo tortura.
Tras su detención, el matrimonio debió exiliarse en Países Bajos. Allí Celedón formó parte del Instituto para el Nuevo Chile, organismo que estuvo integrado por Jorge Arrate, Carlos Parra, Jorge Tapia, Renán Fuentealba y Jacques Chonchol, entre otros. Regresó a Chile en 1983 y se desempeñó como abogado en la Vicaría de la Solidaridad.

## Actividad política

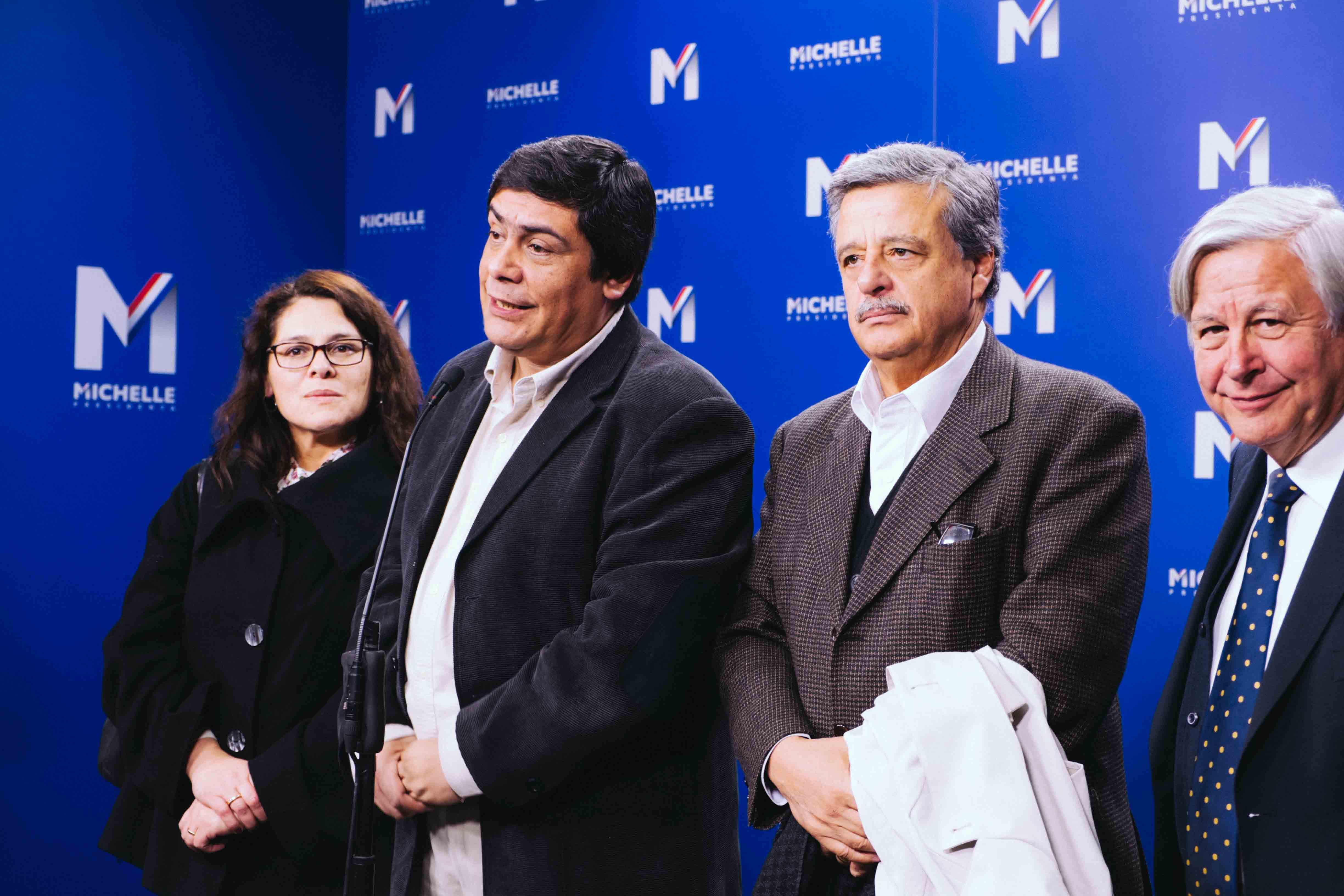
Roberto Celedón (primero a la derecha) como miembro de la directiva nacional de Izquierda Ciudadana (2017).

Es abogado defensor de los derechos humanos. Además fue presidente del partido Izquierda Cristiana en 1991. Ha sido candidato a diputado en 1989, 2001, 2005 y 2009 y candidato a la alcaldía de Talca en 2008, pero no resultó electo.
Se inscribió como candidato independiente a las elecciones de convencionales constituyentes de 2021 por el distrito N.° 17, formando parte de la lista Apruebo Dignidad, bajo cupo de la Federación Regionalista Verde Social (FREVS). Fue electo con la primera mayoría regional.
En la Convención Constitucional integró la comisión provisoria de Derechos Humanos, Verdad Histórica y Bases para la Justicia, Reparación y Garantías de No Repetición, donde el 27 de julio de 2021 fue elegido coordinador de esa instancia junto a Manuela Royo. Tras la aprobación del reglamento de la Convención, Celedón se integró a la comisión de derechos fundamentales.
Tras el fallecimiento de su esposa, Mercedes Bulnes, en el mes de noviembre de 2024, el Servicio Electoral encargó al Frente Amplio nominar a un reemplazante en el período restante como diputada. El comité central frenteamplista ratificaría a Celedón como su reemplazante el 20 de diciembre de 2024.

## Historial electoral

### Elecciones parlamentarias de 1989
- Elecciones parlamentarias de 1989, para el Distrito 25, La Granja, Macul y San Joaquín[18]

| Candidato                  | Pacto                          | Partido | Votos  | %     | Resultado |
| -------------------------- | ------------------------------ | ------- | ------ | ----- | --------- |
| Andrés Palma Irarrázaval   | Concertación por la Democracia | PDC     | 83.715 | 42,78 | Diputado  |
| Jaime Orpis Bouchon        | Democracia y Progreso          | UDI     | 42.733 | 21,83 | Diputado  |
| Claudina Núñez Jiménez     | Unidad para la Democracia      | PAIS    | 23.180 | 11,84 |           |
| Marcos Romero Zapata       | Democracia y Progreso          | ILB     | 12.961 | 6,62  |           |
| Roberto Celedón Fernández  | Unidad para la Democracia      | ILG     | 10.444 | 5,34  |           |
| Eduardo Enrique Lacraustra | Liberal-Socialista Chileno     | ILE     | 9.935  | 5,08  |           |
| Mario Aguilar Arévalo      | Concertación por la Democracia | PLV     | 6.438  | 3,29  |           |
| Ángel Gabriel Rojas Nuñez  | Alianza de Centro              | ILD     | 3.735  | 1,91  |           |
| Olga Reyes Vargas          | Liberal-Socialista Chileno     | PL      | 2.569  | 1,31  |           |

### Elecciones parlamentarias de 2001
- Elecciones parlamentarias de 2001 a Diputado por el distrito 38 (Constitución, Curepto, Empedrado, Maule, Pelarco, Pencahue, Rio Claro, San Clemente y San Rafael) [19]

| Candidato                     | Pacto                          | Partido | Votos  | %     | Resultado |
| ----------------------------- | ------------------------------ | ------- | ------ | ----- | --------- |
| Pedro Álvarez-Salamanca Büchi | Alianza por Chile              | RN      | 23 035 | 34,27 | Diputado  |
| Pablo Lorenzini Basso         | Concertación por la Democracia | PDC     | 21 771 | 32,39 | Diputado  |
| Roberto Celedón Fernández     | Concertación por la Democracia | ILE     | 15 385 | 22,89 |           |
| Bernardo Vásquez Bobadilla    | Alianza por Chile              | UDI     | 4024   | 5,99  |           |
| José Oróstica Palma           | Partido Comunista              | PC      | 3010   | 4,48  |           |

### Elecciones parlamentarias de 2005
- Elecciones parlamentarias de 2005 a Diputado por el distrito 38 (Constitución, Curepto, Empedrado, Maule, Pelarco, Pencahue, Rio Claro, San Clemente y San Rafael) [20]

| Candidato                     | Pacto                    | Partido | Votos  | %     | Resultado |
| ----------------------------- | ------------------------ | ------- | ------ | ----- | --------- |
| Pablo Lorenzini Basso         | Concertación Democrática | PDC     | 27 268 | 36,88 | Diputado  |
| Roberto Celedón Fernández     | Concertación Democrática | ILB     | 19 568 | 26,46 |           |
| Pedro Álvarez-Salamanca Büchi | Alianza                  | RN      | 14 288 | 19,32 | Diputado  |
| Eduardo Prieto Lorca          | Alianza                  | UDI     | 10 716 | 14,49 |           |
| José Oróstica Palma           | Juntos Podemos Más       | PC      | 2101   | 2,84  |           |

### Elecciones municipales de 2008
- Elecciones municipales de 2008, para la alcaldía de Talca[21]

| Candidato                 | Pacto                    | Partido | Votos  | %     | Resultado |
| ------------------------- | ------------------------ | ------- | ------ | ----- | --------- |
| Juan Castro Prieto        | Alianza                  | IND     | 31 718 | 40.08 | Alcalde   |
| Alexis Sepúlveda Soto     | Concertación Progresista | PRSD    | 29 929 | 37.82 |           |
| Roberto Celedón Fernández | Junto Podemos Más        | PCCh    | 15 040 | 19.01 |           |
| Ana María Brito Burgueño  | Por un Chile Limpio      | PRI     | 2442   | 3.09  |           |

### Elecciones parlamentarias de 2009
- Elecciones parlamentarias de 2009 a Diputado por el distrito 38 (Constitución, Curepto, Empedrado, Maule, Pelarco, Pencahue, Rio Claro, San Clemente y San Rafael) [22]

| Candidato                             | Pacto                         | Partido | Votos  | %     | Resultado |
| ------------------------------------- | ----------------------------- | ------- | ------ | ----- | --------- |
| Pablo Lorenzini Basso                 | Concertación y Juntos Podemos | DC      | 29 320 | 38,32 | Diputado  |
| Pedro Pablo Álvarez-Salamanca Ramírez | Coalición por el Cambio       | UDI     | 15 844 | 20,71 | Diputado  |
| Roberto Celedón Fernández             | Concertación y Juntos Podemos | ILA     | 14 894 | 19,47 |           |
| Catalina Parot Donoso                 | Coalición por el Cambio       | RN      | 14 606 | 19,09 |           |
| Mario Arturo Castillo Ilufi           | Chile Limpio Vote Feliz       | ILD     | 1843   | 2,41  |           |

### Elecciones de convencionales constituyentes de 2021
- Elecciones de convencionales constituyentes de 2021, para convencional constituyente por el distrito 17 (Curicó, Hualañé, Licantén, Molina, Rauco, Romeral, Sagrada Familia, Teno, Vichuquén, Talca, Constitución, Curepto, Empedrado, Maule, Pelarco, Pencahue, Río Claro, San Clemente y San Rafael)[23]

| Candidato                     | Pacto                            | Partido     | Votos  | %     | Resultados   |
| ----------------------------- | -------------------------------- | ----------- | ------ | ----- | ------------ |
| Roberto Celedón Fernández     | Apruebo Dignidad                 | Ind-FRVS    | 23.405 | 10,28 | Convencional |
| Bárbara Rebolledo Aguirre     | Vamos por Chile                  | Ind-Evópoli | 18.094 | 7,95  | Convencional |
| María Elisa Quinteros Cáceres | Asamblea Popular por la Dignidad | Ind         | 12.495 | 5,49  | Convencional |
| Alfredo Moreno Echeverría     | Vamos por Chile                  | Ind-UDI     | 11.334 | 4,98  | Convencional |
| Christian Viera Álvarez       | Lista del Apruebo                | Ind-DC      | 9.161  | 4,02  | Convencional |
| Antonio Walker Prieto         | Vamos por Chile                  | Ind-Evópoli | 8.739  | 3,84  |              |
| Elsa Labraña Pino             | La Lista del Pueblo              | Ind         | 7.375  | 3,24  | Convencional |
| Paola Grandón González        | Apruebo Dignidad                 | FRVS        | 1.199  | 0,53  | Convencional |